# 4364 Shkodrov
A 4364 Shkodrov (ideiglenes jelöléssel 1978 VV5) a Naprendszer kisbolygóövében található aszteroida. Eleanor F. Helin,  Schelte J. Bus fedezte fel 1978. november 7-én.